# جورج سنيل (كاهن)
جورج سنيل (8 مارس 1949 - 26 فبراير 2021) كان أسقفًا مساعدًا مجريًا للروم الكاثوليك.

## السيرة الشخصية
ولد سنيل في المجر ورُسم في الكهنوت عام 1972. شغل منصب الأسقف المساعد لبودينتيانا وكأسقف مساعد لأبرشية الروم الكاثوليك في إسترغوم بودابست من عام 2014 حتى وفاته في عام 2021 من جراء كوفيد 19 خلال الجائحة في المجر.